# Framerville-Rainecourt
Framerville-Rainecourt és un municipi francès situat al departament del Somme i a la regió dels Alts de França. L'any 2007 tenia 426 habitants.

## Demografia

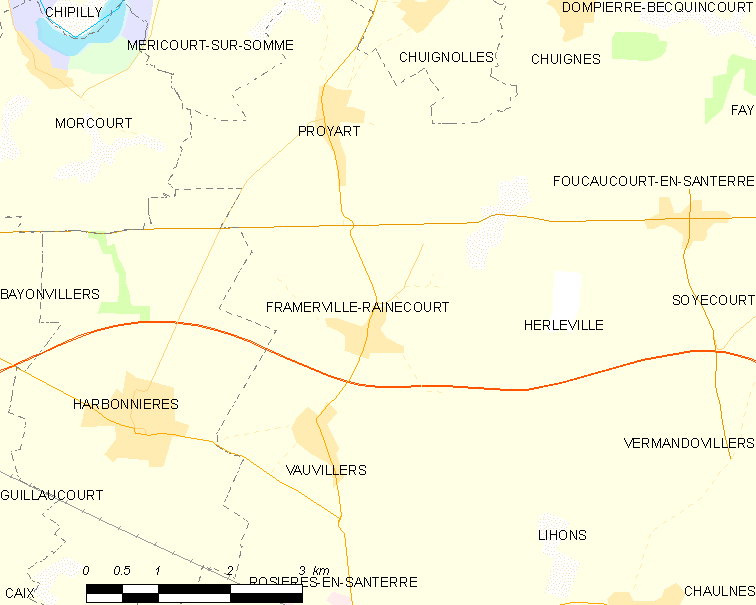
Mapa del municipi

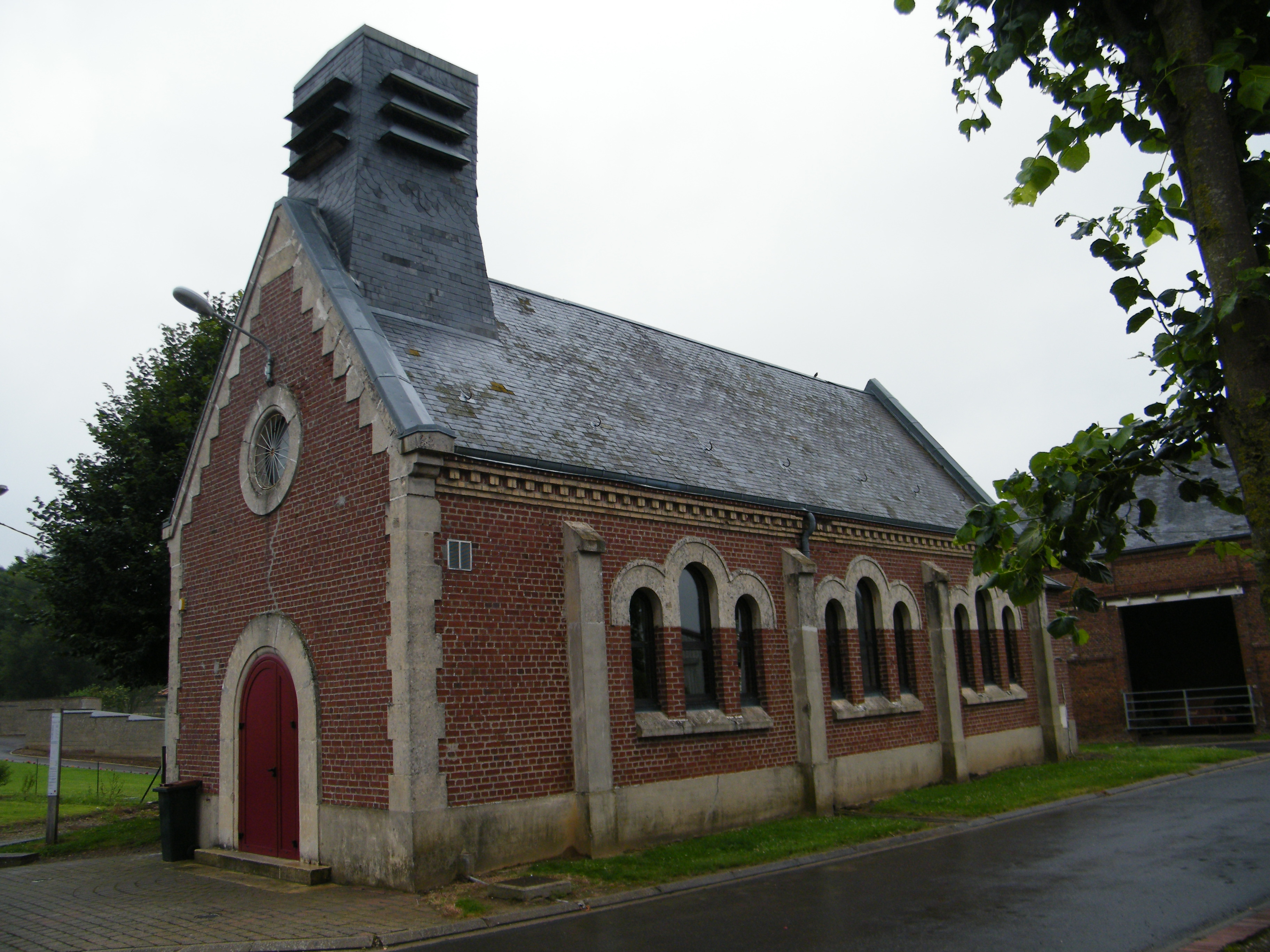
Església

### Població
El 2007 la població de fet de Framerville-Rainecourt era de 426 persones. Hi havia 167 famílies de les quals 38 eren unipersonals (21 homes vivint sols i 17 dones vivint soles), 50 parelles sense fills, 71 parelles amb fills i 8 famílies monoparentals amb fills.
La població ha evolucionat segons el següent gràfic:
Habitants censats

### Habitatges
El 2007 hi havia 193 habitatges, 167 eren l'habitatge principal de la família, 18 eren segones residències i 8 estaven desocupats. 188 eren cases i 3 eren apartaments. Dels 167 habitatges principals, 145 estaven ocupats pels seus propietaris, 19 estaven llogats i ocupats pels llogaters i 3 estaven cedits a títol gratuït; 2 tenien una cambra, 5 en tenien dues, 21 en tenien tres, 39 en tenien quatre i 100 en tenien cinc o més. 111 habitatges disposaven pel capbaix d'una plaça de pàrquing. A 70 habitatges hi havia un automòbil i a 81 n'hi havia dos o més.

### Piràmide de població

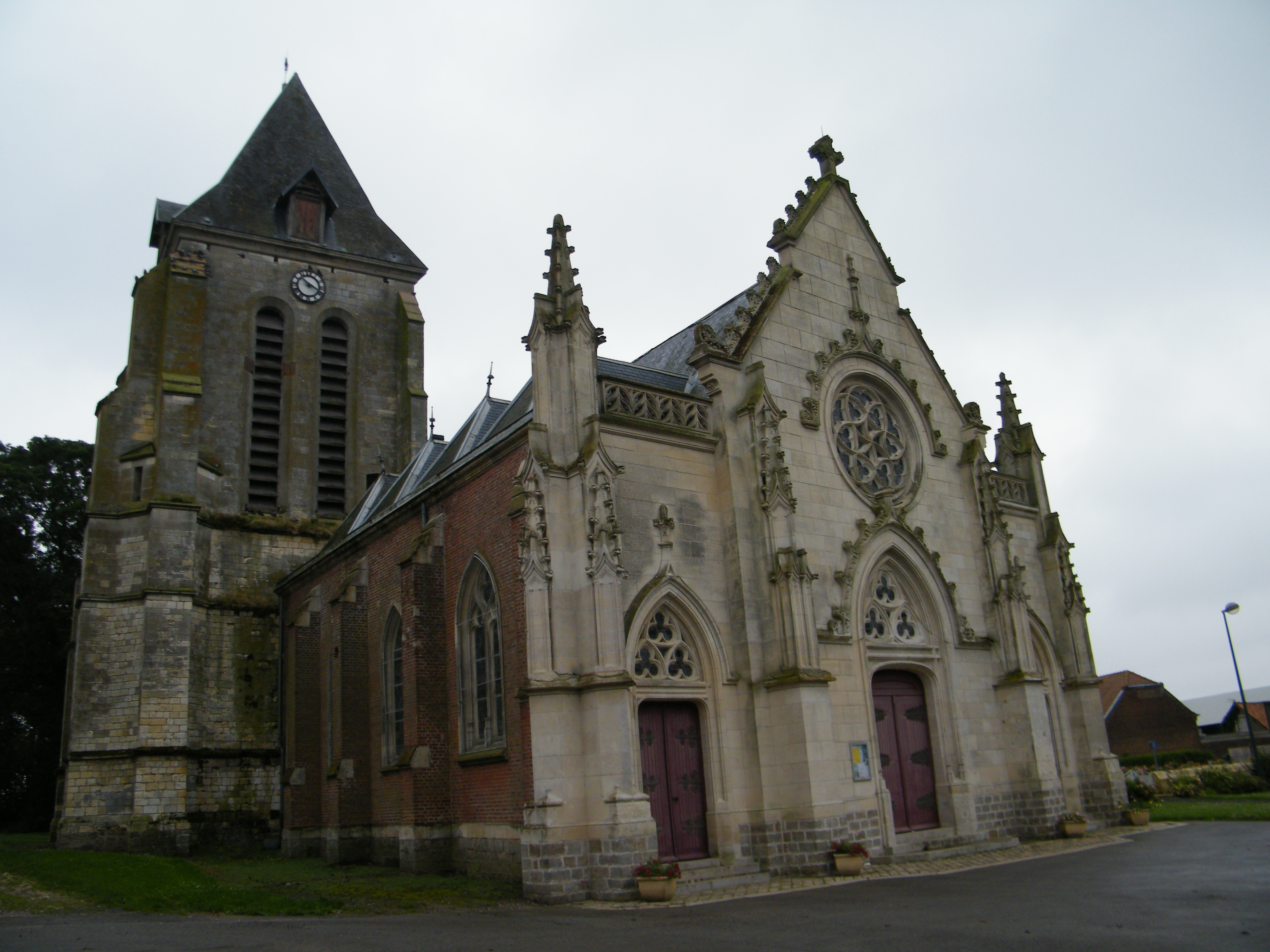

La piràmide de població per edats i sexe el 2009 era:
| Homes | Edats   | Dones |
| ----- | ------- | ----- |
| 0     | 95 o +  | 0     |
| 0     | 90 a 94 | 4     |
| 0     | 85 a 89 | 4     |
| 0     | 80 a 84 | 8     |
| 4     | 75 a 79 | 4     |
| 16    | 70 a 74 | 12    |
| 8     | 65 a 69 | 8     |
| 12    | 60 a 64 | 4     |
| 4     | 55 a 59 | 4     |
| 4     | 50 a 54 | 12    |
| 0     | 45 a 49 | 0     |
| 8     | 40 a 44 | 0     |
| 12    | 35 a 39 | 8     |
| 20    | 30 a 34 | 28    |
| 20    | 25 a 29 | 20    |
| 4     | 20 a 24 | 4     |
| 8     | 15 a 19 | 12    |
| 4     | 10 a 14 | 8     |
| 12    | 5 a 9   | 16    |
| 4     | 0 a 4   | 12    |

## Economia

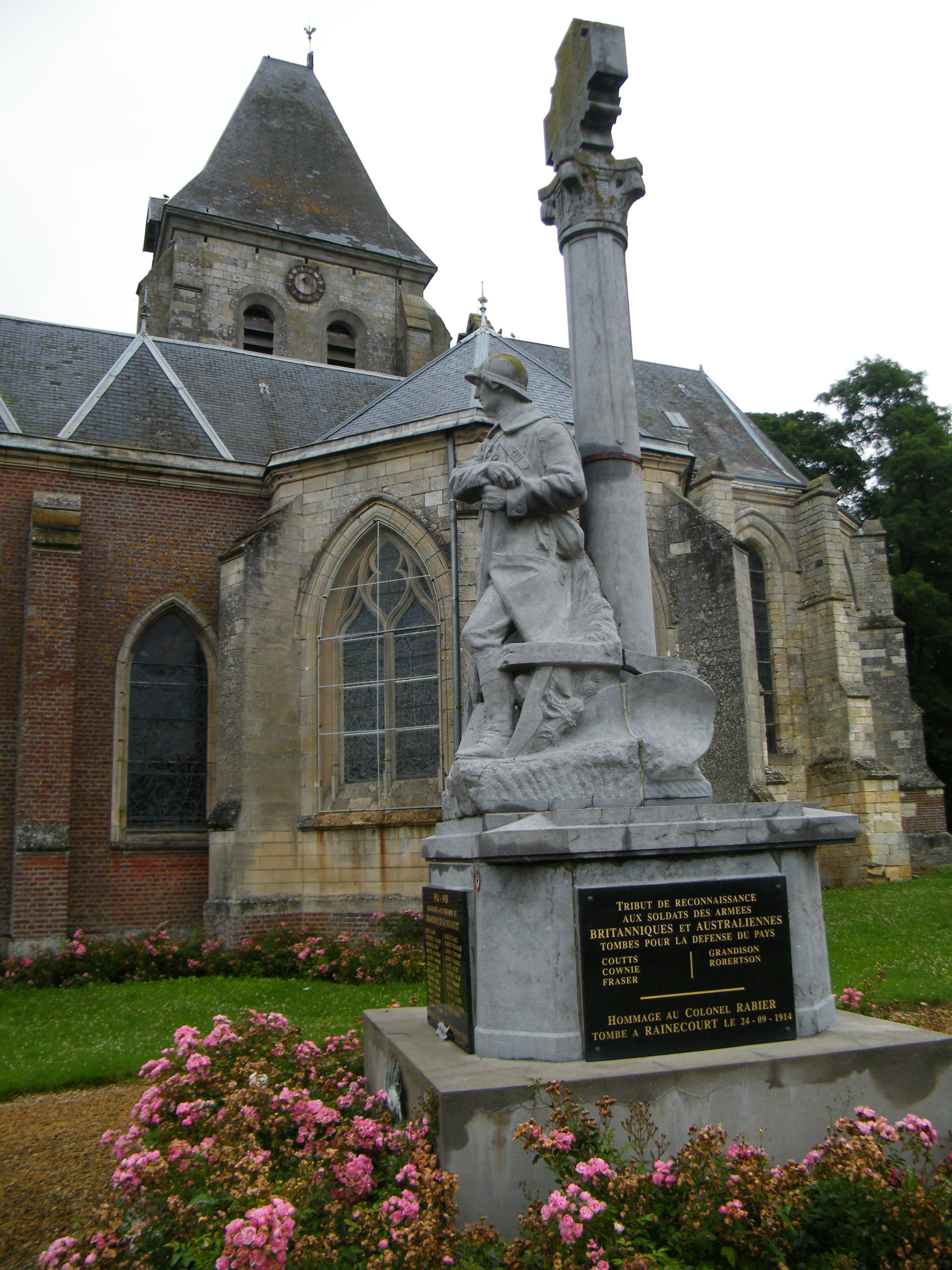

El 2007 la població en edat de treballar era de 249 persones, 198 eren actives i 51 eren inactives. De les 198 persones actives 186 estaven ocupades (111 homes i 75 dones) i 12 estaven aturades (5 homes i 7 dones). De les 51 persones inactives 19 estaven jubilades, 9 estaven estudiant i 23 estaven classificades com a «altres inactius».

### Ingressos
El 2009 a Framerville-Rainecourt hi havia 173 unitats fiscals que integraven 482 persones, la mediana anual d'ingressos fiscals per persona era de 17.496 €.

### Activitats econòmiques
Dels 8 establiments que hi havia el 2007, 2 eren d'empreses extractives, 1 d'una empresa de fabricació d'altres productes industrials, 1 d'una empresa de construcció, 2 d'empreses de transport, 1 d'una empresa immobiliària i 1 d'una empresa de serveis.
Dels 2 establiments de servei als particulars que hi havia el 2009, 1 era un guixaire pintor i 1 agència immobiliària.
L'any 2000 a Framerville-Rainecourt hi havia 11 explotacions agrícoles.

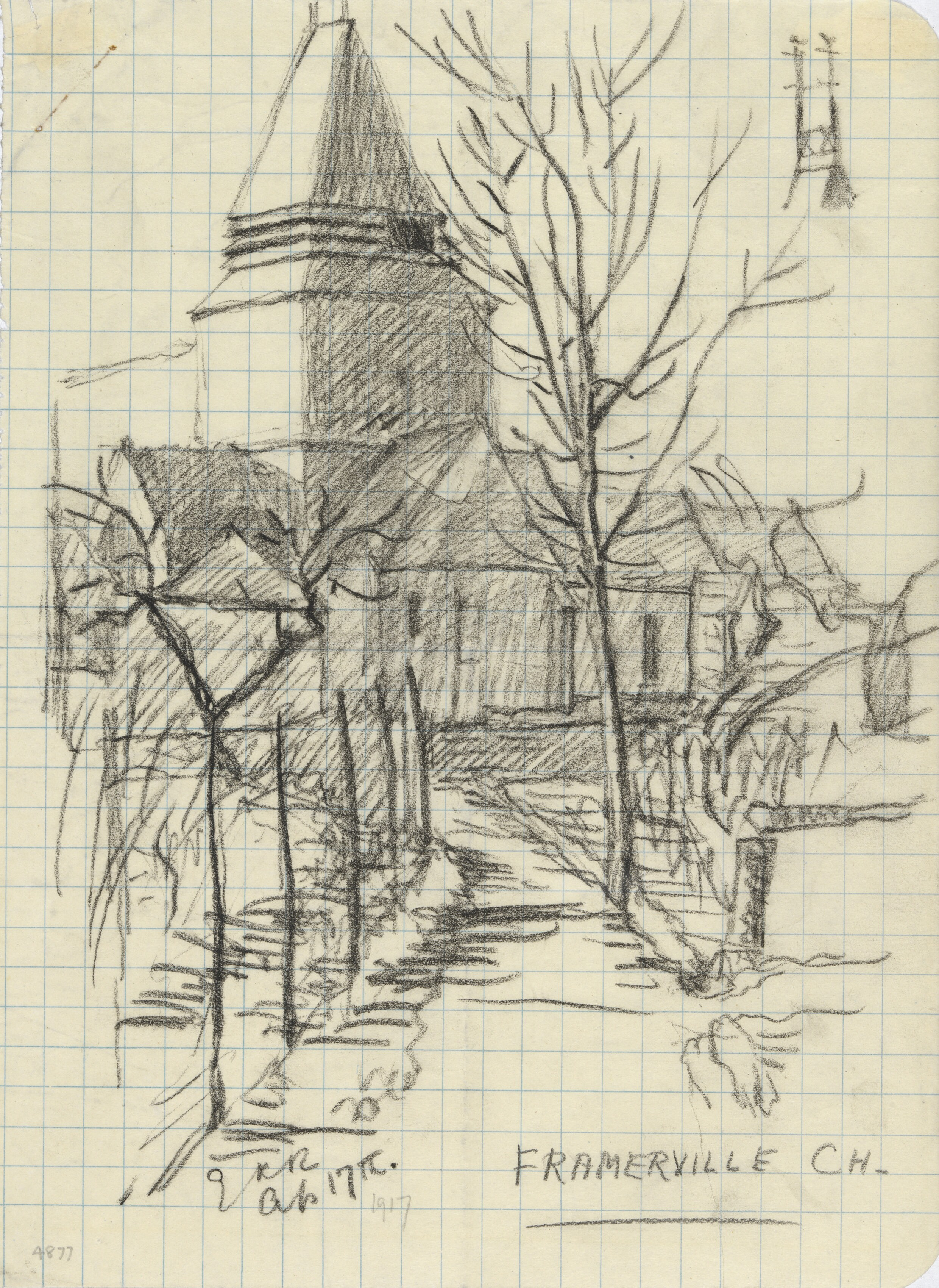
Dibuix de l'església a la Primera Guerra Mundial

## Poblacions més properes
El següent diagrama mostra les poblacions més properes.